# سارة كاهيل
سارة كاهيل (بالإنجليزية: Sarah Cahill)‏ هي مضيفة طيران وممثلة أمريكية، ولدت في 26 نوفمبر 1978 في واسيكا في الولايات المتحدة.

## أعمال

### أفلام
- آيرون مان[3][4]

## وصلات خارجية
- سارة كاهيل على موقع IMDb (الإنجليزية)
- سارة كاهيل على موقع قاعدة بيانات الفيلم (الإنجليزية)
- سارة كاهيل على موقع كينوبويسك (الروسية)